# كارلوس باندا
كارلوس باندا (بالسويدية: Carlos Banda)‏ (28 مارس 1978 - ) هو مدرب كرة قدم ولاعب كرة قدم سويدي في مركز الدفاع. لعب مع نادي هاماربي لكرة القدم ونادي إسكلستونا.

## وصلات خارجية
- كارلوس باندا على موقع قاعدة بيانات كرة القدم.إي يو (الإنجليزية)